# 방형파

방형파 신호

방형파(方形波)는 비사인파의 일종으로, 파가 장방형인 것을 말한다.

## 정현파에서 방형파 구하기
그림에서 정현파 식이 (1)라고 했을 때 (2)식을 따르면 방형파를 구할 수 있다.

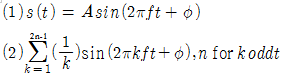
방형파 유도 과정을 표현한 수식

정현파의 하모니 숫자가 N이 클수록 방형파에 가깝게 된다. 실제 전자회로에서 완전한 이상적 방형파는 불가능하므로 회로나 상황에 따라 적당한 하모니의 숫자로 정해져 발생한 신호를 사용한다.

## 같이 보기
- 신호 (전자공학)
- 클럭 신호